# Hélène Grimaud
Hélène Grimaud (ur. 7 listopada 1969 w Aix-en-Provence) – francuska pianistka, interpretatorka muzyki poważnej.

## Życiorys
Naukę gry na fortepianie rozpoczęła w wieku dziewięciu lat u Jacquelin Courtin w Aix Conservatoire, później zaś pobierała lekcje u Pierre’a Barbizeta w Marsylii, a następnie została przyjęta do Paris Conservatoire. W 1985 zdobyła nagrodę Grand Prix du Disque Akademii Charles’a Crosa za nagranie Sonaty fortepianowej b-moll Siergieja Rachmaninowa.
W wieku 21 lat przeniosła się do Stanów Zjednoczonych. Najpierw przebywała w Tallahassee, a później w South Salem w stanie Nowy Jork, gdzie w 1997 razem z fotografem Johnem Henrym Fairem założyła Wolf Conservation Center – organizację non-profit zajmującą się ochroną wilków.

## Odznaczenia i nagrody
- 1985 Grand Prix du Disque de l’Académie Charles-Cros
- 2002 Oficer Orderu Sztuki i Literatury
- 2005 Nagroda ECHO Klassik dla „Instrumentalisty roku” (Niemcy)
- 2008 Kawaler Narodowego Orderu Zasługi
- 2009 Nagroda Musikfest Bremen (Niemcy)
- 2010 Nagroda ECHO Klassik za DVD A Russian Night • Claudio Abbado • Hélène Grimaud

## Dyskografia
- 1986 Rachmaninoff Piano Sonata No. 2 (Denon(inne języki))
- 1987 Chopin Ballade No. 1/Liszt Après une Lecture de Dante/Schumann Sonata for Piano (Denon)
- 1989 Schumann Kreisleriana/Brahms Piano Sonata No. 2 (Denon)
- 1992 Brahms Piano Sonata No. 3 & 6 Klavierstücke (Denon)
- 1993 Rachmaninoff Piano Concerto No. 2/Ravel Piano Concerto (Denon)
- 1995 Schumann Piano Concerto/Strauss Burleske (Erato)
- 1996 Brahms Piano Pieces Op. 116-119 (Erato)
- 1997 Gershwin • Ravel • Piano Concertos (Erato)
- 1998 Brahms Piano Concerto no. 1 (Erato)
- 1999 Beethoven Piano Concerto no. 4 (Teldec)
- 2001 Rachmaninov Piano Concerto no. 2 (Teldec)
- 2003 Credo (Deutsche Grammophon)
- 2005 Chopin • Rachmaninov (Deutsche Grammophon)
- 2005 Bartok • The Piano Concertos  (Deutsche Grammophon)

- 2006 Reflection (Deutsche Grammophon)
- 2007 Beethoven Piano Concerto no. 5 „Emperor”/Piano Sonata no. 28 (Deutsche Grammophon)
- 2008 Bach (Deutsche Grammophon)
- 2010 Resonances (Deutsche Grammophon)
- 2011 Mozart • Piano Concertos (Deutsche Grammophon)

## DVD
- 2009 A Russian Night • Claudio Abbado • Hélène Grimaud (Deutsche Grammophon)

Hélène Grimaud • Living with Wolves (EMI Classic)
- 2010 Vladimir Jurowski conducts the Chamber Orchestra of Europe with Hélène Grimaud • Strauss & Ravel (Euroarts)

## Pisarstwo
- 2003 Variations Sauvages (Dzikie wariacje, Wydawnictwo Albatros, 2007, ISBN 83-7359-350-0)
- 2005 Leçons Particulières